# Gillo Pontecorvo
Gilberto Pontecorvo, dit Gillo Pontecorvo, est un réalisateur et scénariste italien né le 19 novembre 1919 à Pise et mort le 12 octobre 2006 à Rome.

## Biographie

### Famille
Petit-fils de l'industriel Pellegrino Pontecorvo, Gilberto a deux frères : Bruno Pontecorvo, physicien nucléaire travaillant pour l'URSS, et Guido Pontecorvo, généticien italo-britannique.
Il a trois fils : Marco, directeur de la photographie et réalisateur, Simone, peintre, et Ludovico, physicien.

### Débuts
Chimiste de formation, Gillo Pontecorvo se tourne rapidement vers le journalisme et devient correspondant à Paris de plusieurs publications italiennes. En 1941, il rejoint le Parti communiste italien (PCI), et participe à des activités antifascistes dans le nord de l'Italie. Après la répression soviétique de l'insurrection de Budapest en 1956, il rompt avec le PCI, tout en continuant à se réclamer du marxisme.

### Carrière
En 1950, Gillo Pontecorvo débute au cinéma : il est d'abord l'assistant d'Yves Allégret, sur Les miracles n'ont lieu qu'une fois, et de Mario Monicelli.
À partir de 1953, il réalise ses premiers essais documentaires (Giovanna, MM, 1956).
En 1956, il contribue à un épisode de La Rose des vents (Die Windrose), supervisé par Alberto Cavalcanti.
L'année suivante, il dirige son premier long métrage, Un dénommé Squarcio (La grande strada azzurra, produit par Maleno Malenotti (it), d'après un roman de Franco Solinas).
Puis il décrit l'univers concentrationnaire dans le film Kapò (1960), histoire d'une juive qui devient l'auxiliaire des nazis. Le film est nommé à l'Oscar du meilleur film en langue étrangère en 1961. Il donnera lieu à une célèbre polémique sur le « travelling de Kapò », que Jacques Rivette avait jugé indigne dans un article des Cahiers du cinéma intitulé « De l’abjection ».

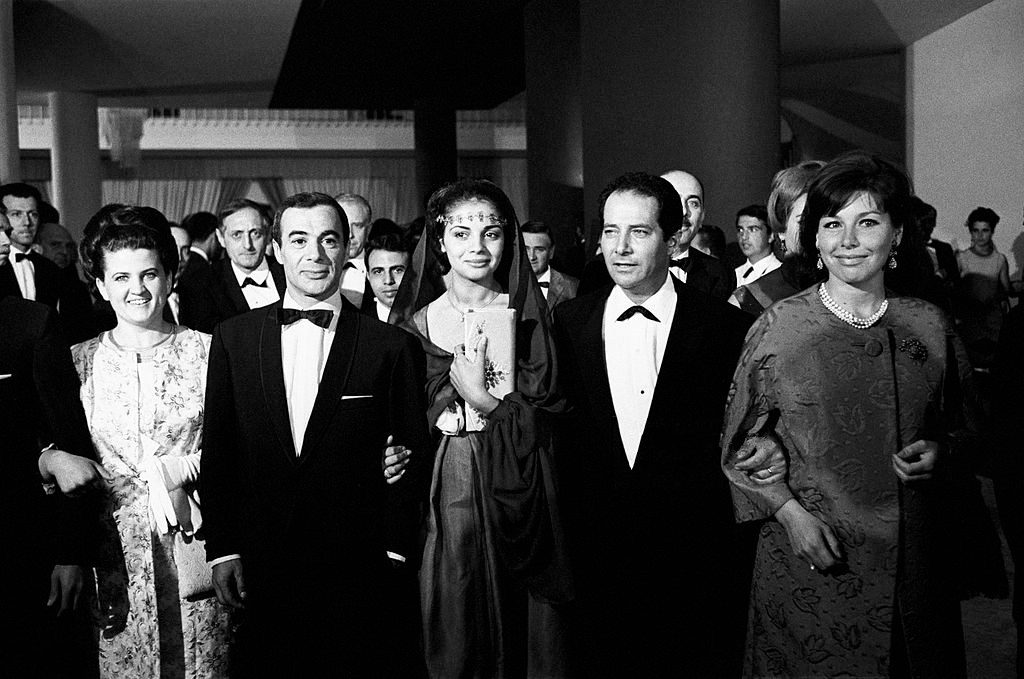
Gillo Pontecorvo et sa femme Picci (à droite), Yacef Saâdi entouré de deux femmes (à gauche) lors de la remise du Lion d'or pour La Bataille d'Alger à la Mostra de Venise 1966.

En 1966, il met en scène son film le plus important, La Bataille d'Alger (La Battaglia di Algeri), reconstitution de l'action policière de l'armée française pendant la bataille d'Alger qui est un épisode fondamental de la guerre d'Algérie du point de vue des combattants du FLN. Ce film est récompensé par le Lion d'or du festival de Venise, mais demeure longtemps interdit en France et son exploitation provoque de nombreux remous[pourquoi ?].
Dans Queimada (1969), dominé par l'interprétation de Marlon Brando, il s'attaque à nouveau au colonialisme, avec une évocation de la révolution haïtienne au début du XIXe siècle.
Face à l'échec de Queimada, Gillo Pontecorvo cesse de faire des films. Il réalise quand même un film secondaire, Opération Ogre (Ogro, 1979), sur l'assassinat de Luis Carrero Blanco par l'ETA pendant le franquisme, et collabore au film L'addio a Enrico Berlinguer (1984).

En 1992, il est nommé directeur du festival de Venise. 

« Il y a plusieurs années dans un restaurant d'Hollywood un jeune réalisateur américain rencontra un réalisateur italien et lui dit : "Vous êtes si fort, j'aimerais tellement faire des films aussi beaux que les vôtres". Dans les années 1970, alors que le réalisateur américain rencontrait le succès, le réalisateur italien, lui, était sans travail au point qu'il dut mettre aux enchères ses récompenses, y compris son Lion d'or gagné à Venise pour La Bataille d'Alger. Ce réalisateur est ici aujourd'hui, c'est Gillo Pontecorvo, et ça, c'est le Lion d'or que moi j'ai acheté. Maintenant Gillo, je te le rends car on ne peut pas acheter le travail d'un auteur". Surpris et ému Pontecorvo lui répond : "Garde-le ! Il est entre de bonnes mains !" »

[réf. souhaitée]
Gillo Pontecorvo a été membre d'honneur du Club de Budapest.

## Filmographie partielle
- 1956 : La Rose des vents (Die Windrose), segment Giovanna
- 1957 : Un dénommé Squarcio (La grande strada azzurra) avec Yves Montand et Alida Valli
- 1961 : Kapò, sur les camps de concentration nazis
- 1966 : La Bataille d'Alger (La battaglia di Algeri)
- 1969 : Queimada avec Marlon Brando
- 1979 : Opération Ogre (Ogro)
- 1990 : 12 registi per 12 città, segment Udine
- 1997 : I corti italiani (segment Nostalgia di protezione)[3]
- 2001 : Un altro mondo è possibile (documentaire collectif sur les émeutes anti-G8 de Gênes de 2001)